# Ghiacciaio Sikorski
Il ghiacciaio Sikorski (in inglese Sikorski Glacier) è un piccolo ghiacciaio situato sull'isola Thurston, al largo della costa di Eights, nella Terra di Ellsworth, in Antartide. Il ghiacciaio, il cui punto più alto si trova a circa 260 m s.l.m., si trova in particolare nella parte nord-orientale della penisola Noville e da qui fluisce verso nord-est fino a entrare nel Mare di Bellingshausen tra monte Palmer e monte Feury.

## Storia
Il ghiacciaio Sikorski è stato grossolanamente mappato grazie a fotografie aeree scattate nel dicembre 1946 nel corso dell'Operazione Highjump ed è stato poi così battezzato dal Comitato consultivo dei nomi antartici in onore di Stephen Sikorski, tecnico elettronico a bordo della USS Glacier, che supportò la messa in opera di una stazione meteorologica automatica sull'isola Thurston durante la spedizione della marina militare statunitense nel Mare di Bellingshausen nel febbraio 1960.